# 71-607
71-607 (согласно Единой нумерации) — проект шестиосного двухсекционного высокопольного моторного трамвайного вагона, разрабатывавшийся в конце 1970-х — начале 1980-х годов Усть-Катавским вагоностроительным заводом им. С. М. Кирова.

## История создания
В 1979 году, спустя 9 лет после неудачной попытки создания сочленённого вагона (КТМ-5С), конструкторское бюро УКВЗ под руководством главного конструктора А. В. Федотова, а также при поддержке конструкторов ВНИИ вагоностроения возвращается к идее создания шестиосного сочленённого трамвайного вагона. К концу 1970-х годов зарубежные производители трамваев начинают осваивать производство низкопольных вагонов. Учитывая этот факт, конструкторское бюро приступает к разработке проекта и составление чертежей нового полунизкопольного шестиосного сочленённого двухсекционного вагона, получившего заводской индекс 71-607. Вагон должен был предназначаться для эксплуатации на линиях скоростного трамвая.

## Описание модели
Проект сочленённого вагона 71-607 предусматривал большое число новых технических решений: новый дизайн кузова, низкий пол в проходе между рядами сидений, уникальную конструкцию тележек. Технический проект на новый сочленённый вагон был составлен к концу 1979 года и частично переработан в 1980 году (изменения коснулись, в частности, дизайна
кузова).

## Дальнейшая судьба
Из-за отрицательного отношения к низкопольному пассажирскому транспорту руководителей Министерства общего машиностроения СССР работа над проектом была завершена. Вагон 71-607 так и не был реализован в металле.

## Комментарии
1. ↑  Под индексом 71-607 также проходил проект четырёхосного полунизкопольного вагона, схожий по конструкции и дизайну с сочленёнными вагонами этого же индекса, см. Архивная копия от 26 декабря 2015 на Wayback Machine